# South Airlines (Oekraïne)
South Airlines of Pivdenni Abialinii (Oekraïens: Південні авіалінії, Russisch: Южные авиалинии) was een Oekraïense luchtvaartmaatschappij met thuisbasis in Odessa.

## Geschiedenis
South Airlines werd opgericht in 1999.

## Diensten
South Airlines voert lijnvluchten uit naar: (zomer 2007)
- Charkov, Kiev, Moskou, Odessa, Oezjhorod.

## Vloot
De vloot van South Airlines bestaat uit: (juli 2007)
- 1 Yakolev Yak-42D
- 1 Yakolev Yak-40
- 1 Tupolev TU-134A
- 1 Antonov AN-30(A)
- 1 Antonov AN-24RV
- 2 Antonov AN-24V